# Mattias Wallgren

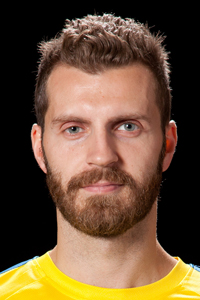
Mattias Wallgren, VM 2014

Mattias Wallgren, född 1983, är en svensk innebandyspelare som under sin karriär spelade i IBK Dalen, Warberg IC och landslaget. Wallgren har även varit proffs i det schweiziska laget SV Wiler-Ersigen.
På meritlistan finns 104 landskamper, 2 VM-guld, 2 VM-silver, 1 SM-silver, 3 SM-brons, 1 JVM-guld och 2 Schweiziska mästartitlar.
Wallgren debuterade i den högsta ligan säsongen 2001/2002 och avslutade karriären efter säsongen 2018/2019.
Sammanlagt spelade han 460 matcher i SSL och elitserien. 343 st med IBK Dalen, där han gjorde 51 mål och 77 assist, totalt 128 poäng och drog på sig 135 utvisningsminuter. 
i Warberg blev det 50 poäng fördelat på 26 mål och 24 assist på 117 matcher med 72 minuter i utvisningsbåset.
Under hans 2 säsonger i Wiler-Ersigen spelade han 63 matcher och gjorde 17 mål samt 27 assist för en total poängskörd på 44 poäng.